# Tommy Höglund
Tommy Michael Höglund (ur. 2 kwietnia 1961 w Limie) – szwedzki biathlonista. W Pucharze Świata zadebiutował 13 lutego 1982 roku w Mińsku, gdzie zajął 47. miejsce w sprincie. Pierwsze punkty wywalczył 1 marca 1985 roku w Lahti, zajmując 13. miejsce w biegu indywidualnym. Nigdy nie stanął na podium indywidualnych zawodów PŚ. Najlepsze wyniki osiągnął w sezonie 1984/1985, kiedy zajął 46. miejsce w klasyfikacji generalnej. W 1982 roku wystąpił na mistrzostwach świata w Mińsku, gdzie zajął 47. miejsce w sprincie. Był też między innymi piąty w sztafecie podczas mistrzostw świata w Ruhpolding w 1985 roku. Brał też udział w igrzyskach olimpijskich w Sarajewie w 1984 roku, plasując się na 10. pozycji w sztafecie.

## Osiągnięcia

### Igrzyska olimpijskie
| Rok  | Miejscowość | Konkurencje | Konkurencje | Konkurencje | Konkurencje | Konkurencje | Konkurencje | Konkurencje |
| Rok  | Miejscowość | IN          | SP          | PU          | MS          | RL          | MR          | SR          |
| ---- | ----------- | ----------- | ----------- | ----------- | ----------- | ----------- | ----------- | ----------- |
| 1984 | Sarajewo    | –           | –           | nd.         | nd.         | 10.         | nd.         | –           |

### Mistrzostwa świata
| Rok  | Miejscowość | Konkurencje | Konkurencje | Konkurencje | Konkurencje | Konkurencje | Konkurencje | Konkurencje |
| Rok  | Miejscowość | IN          | SP          | PU          | MS          | RL          | MR          | SR          |
| ---- | ----------- | ----------- | ----------- | ----------- | ----------- | ----------- | ----------- | ----------- |
| 1982 | Mińsk       | –           | 47.         | nd.         | nd.         | –           | nd.         | –           |
| 1985 | Ruhpolding  | –           | 32.         | nd.         | nd.         | 5.          | nd.         | –           |
| 1986 | Oslo        | 40.         | 42.         | nd.         | nd.         | 8.          | nd.         | –           |
| 1987 | Lake Placid | –           | –           | nd.         | nd.         | 12.         | nd.         | –           |

### Puchar Świata

#### Miejsca w klasyfikacji generalnej
| Sezon     | Miejsce |
| --------- | ------- |
| 1981/1982 | -       |
| 1982/1983 | -       |
| 1983/1984 | -       |
| 1984/1985 | 46.     |
| 1985/1986 | -       |
| 1986/1987 | -       |

#### Miejsca na podium chronologicznie
Höglund nigdy nie stanął na podium indywidualnych zawodów PŚ.